# Кінолог

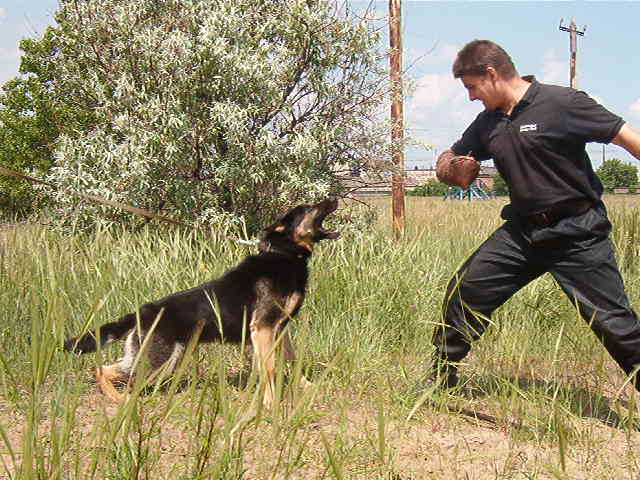
Дресирування собак в правоохоронній діяльності

Кінолог — професія людини, що вивчає поведінку та породи собак, а також інших тварин із групи Canis.

## Зміст та умови праці
Кінологи займаються розмноженням, вирощуванням і вихованням собак різних порід.
Працюють в розплідниках, на майданчиках, в армійських частинах, на митниці, в поліції, в кіно і т. д.
Готують кінологів в клубах собаківництва, що мають ліцензію на викладацьку діяльність.
Медичні обмеження: алергічні реакції на собачу шерсть.